# Trochtelfingen

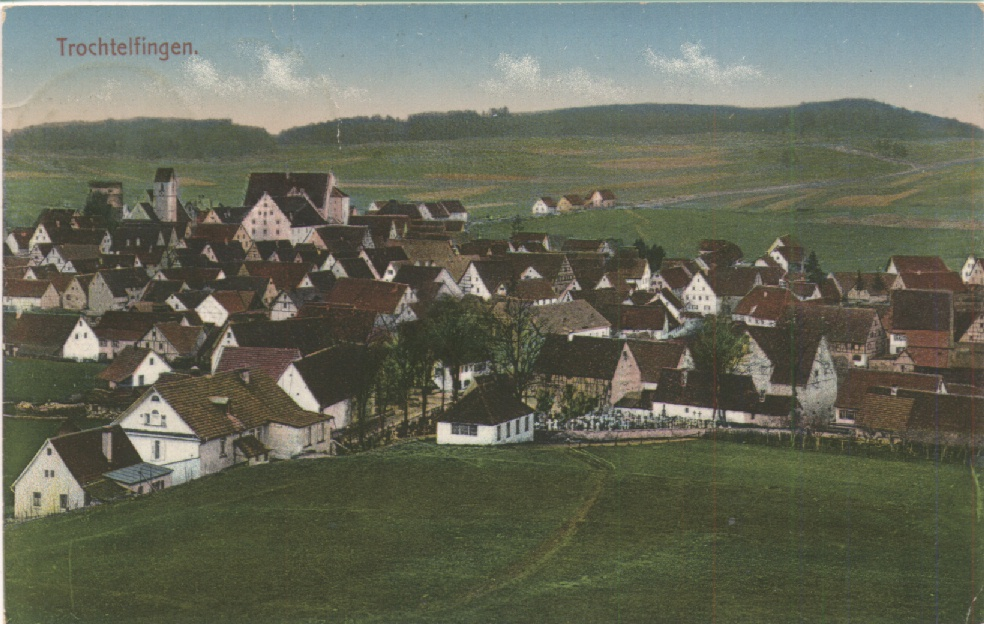
Staden i ett vykort från 1920.

Trochtelfingen är en stad  i Landkreis Reutlingen i delstaten Baden-Württemberg i Tyskland. Kommunen består av ortsdelarna (tyska Ortsteile) Trochtelfingen, Hausen an der Lauchert, Mägerkingen, Steinhilben och Wilsingen. Folkmängden uppgår till cirka 6 300 invånare, på en yta av 79,22 kvadratkilometer.

## Befolkningsutveckling
| Befolkningsutvecklingen i Trochtelfingen 1975–2015 | Befolkningsutvecklingen i Trochtelfingen 1975–2015 | Befolkningsutvecklingen i Trochtelfingen 1975–2015 | Befolkningsutvecklingen i Trochtelfingen 1975–2015 | Befolkningsutvecklingen i Trochtelfingen 1975–2015 |
| -------------------------------------------------- | -------------------------------------------------- | -------------------------------------------------- | -------------------------------------------------- | -------------------------------------------------- |
|                                                    |                                                    |                                                    |                                                    |                                                    |
| År                                                 |                                                    |                                                    | Folkmängd                                          | Areal (ha)                                         |
| 1975                                               | 1975                                               |                                                    | 5 007                                              | 7 917                                              |
| 1980                                               | 1980                                               |                                                    | 5 144                                              |                                                    |
| 1985                                               | 1985                                               |                                                    | 5 277                                              |                                                    |
| 1990                                               | 1990                                               |                                                    | 5 870                                              | 7 921                                              |
| 1995                                               | 1995                                               |                                                    | 6 375                                              | 7 915                                              |
| 2000                                               | 2000                                               |                                                    | 6 581                                              | 7 914                                              |
| 2005                                               | 2005                                               |                                                    | 6 624                                              | 7 922                                              |
| 2010                                               | 2010                                               |                                                    | 6 446                                              |                                                    |
| 2015                                               | 2015                                               |                                                    | 6 371                                              |                                                    |
|                                                    |                                                    |                                                    |                                                    |                                                    |